# Кривица
Кривица е село в Североизточна България. Намира се в община Самуил, област Разград.
Село Кривица /Топал кьой/ отстои на 4 км източно от с. Самуил. Преименувано е през декември 1934 г. До 1958 г. е било в Шуменска околия. През селото тече река Сенковец, която извира от съседното землище на с. Висока Поляна.

## География
Между с. Кривица и с. Голяма Вода по поречието на Сенковец е регистрирана селищна могила. Долината на реката е удобен път, който свързва района от с. Ножарово и землището на с. Висока Поляна. Югоизточно от селото в местността „Юртлука“ се намира антично селище с тракийска надгробна могила, а срещу тях западно има още две. В чертите на селото и в близката местност „Пара кайнак“ /Извор на пари/ са откривани римски монети в голямо количество, което свидетелства за наличие на селище и в римския период.

## История
Според едно от преданията, селото е основано през османския период от един куц /топал/ човек, откъдето идва и името ― Топал кьой. Според друга легенда, в края на Второто българско царство, цар Иван Шишман дошъл да се срещне с Демир баба, но него намерил. По дирите му го следвала потеря. Стигнал до землището на с. Кривица, но се откачила подковата на коня му и той окуцял. Царят извадил калъчката си и се заел да преследва потерята по долината на р. Снековец чак до днешното село Ножарово. Те бягали и викали: „Аман от тая калъчка“, откъдето и имената на двете села – Топал кьой и Кълъч кьой /Ножарово/.
В землището на селото има и християнско гробище /Машатлък/ от неизвестен период.
След Кримската война в северния край на селото се преселват татари от Хърсово, а в две махали южно от селото се настаняват черкези. Наблизо е имало и черкезка джамия. Още по на юг, близо до селището на Висока поляна, те основават голямо селище. По време на Освободителната война черкезите се изселват от българските земи. Предание гласи, че когато са напускали землището в посока на Висока поляна, те били дебнати от българина Коджабаджак. Когато един от черкезите се върнал да прибере скритото си имане, бил убит от българина. По-късно на същото място Коджабаджак построил воденица, част от колелото и улеят на която си личат и днес.

## Духовни средища
- Джамия и Турско училище

Няма данни кога е построена джамията на селото, но от Акта за одържавяване през 1969 г. е видно,
че в джамийския двор е имало полумасивна сграда от 130 м2 застроена площ, която е била турско училище. В Протокола на Изпълкома на ОК от 11 януари 1962 г. е отбелязано, че старото турско училище е паянтова сграда, която не се използва от години и е пред срутване. Училището е наименувано „В. И. Ленин“ на 22.1\Л1960 г.
- Българско училище

Според една справка, където не се цитира източник, през 1880-81 г. е открито частно българско училище от група българи ― Стоян Атанасов, Тахо Илиев, Стоян Илиев и др.
Според други недостатъчни данни, българското първоначално училище е основано през 1906 г., именувано е на 10.Х.1932 г. „Царица Йоана“. Не е известно кога започва да функционира като прогимназия, но през учебната 1962/63 г. учениците в осми клас пътуват за Самуил, а през учебната 1972/73 г. се закриват прогимназиалните класове и училището остава да функционира като НУ „Васил Левски“. Закрито е със Заповед № РД -14-11/04.04.1995 г. на МОН и учениците са прехвърлени в самуилското училище.
В двора на училището се построява детска градина, която спира да функционира през 2000 г. От 2006 г. Общинският съвет взема решение то да се преустрои на Защитено жилище за възрастни с умствени увреждания. Предоставяйки базата на Сдружение с нестопанска цел „Център за социални инициативи и образователни програми“, която кандидатства и печели проект за неговото преустройство и основен ремонт от холандската фондация „Лале“, започва новият живот на сградата като социален дом
- Читалище Развитие

За основаването на читалище „Развитие“ е известно следното:
Според Протокол № 2 от 4.Х.1927 г. става известно, че в архива на читалището е запазена само една книжка, според която първият опит за учредяване на читалищна организация е направен през 1902 г. Тя е функционирала слабо и скоро бива закрита. Нов опит е направен на 20.Х1.1921 г., когато в една от стаите на Общинското управление /старото училище/ се събират за възстановяване на читалище „Развитие“. Избрано е читалищно настоятелство с председател Никола Папуров, секретар-домакин Тодор Вълнаров, касиер Велико Илиев и допълнителни членове – Илия Димитров и Стоян Добрев. За библиотекар е избран Тодор Христов. Тази организация е закрита през 1922 г. Последният и вече успешен опит за възстановяване е на 27 януари 1927 г., когато 19 души се събират и избират читалищно настоятелство в състав: Димитър Занев – председател, Борис Юрданов, Петър Христов, Господин Каров, Христо Смедков и Михаил Стоянов. Читалището се помещава в една от стаите на Кредитна кооперация „Победа“. Макар и трудно – с малко членове, липса на средства, читалището успява да се запази и е регистрирано на 20.11.1928 г. под № 2682 от МВРНЗ. През 1931 г. то е оземлено с 50 дка земя от Дирекция на ТЗС. Започват да разпращат писма с молби за парична подкрепа до различни места. Абонират се за вестници, продават керемиди, вършина, дърва, стари вестници, събират наеми от читалищните ниви, организират вечеринки и др. Появява се желание за изграждане на читалищна сграда. Липсват сведения от 1938 г. до 1948 г., но от по-късни протоколи става ясно, че читалището вече има сграда, 1,5 дка дворно място, оградено с тараби, място за кафеджия, 125 стола и че радиото не работи. През 1948 г. са унищожени 200 т. литература като фашистка. Поради забрана за отдаването им на търг, нивите са дадени за ползване на Всестранна кооперация „Победа“. По времето на социализма читалището развива активна дейност, а след демократичните промени се полагат усилия за основно ремонтиране на сградата.
- Православен храм

Църквата е построена през 1898 г.

## Благоустройство
Селото е електрифицирано в периода от 1960 до 1963 г., а процесът на основното водоснабдяване е от 1962 до 1964 г. В края на 80-те години на XIX век е направен проект за дълбок сондаж, от който да се изпраща вода към кулата в Самуил, като част от проекта се реализира, но впоследствие е изоставен от близо 15 години.
През 1982 г. се работи по завършването на шосето Самуил – Кривица. Тогава се подготвя зърноплощадка в стопанския двор, силажохранилище, ограждане на училището и детската градина, както и направа на спортна площадка. Предвижда се строителството на търговска сграда и се работи по завършването на фелдшерски здравен пункт. В селото се построява баня, детска кухня и ритуална зала.

## Стопанство
На 21 септември 1950 г. е учредено ТКЗС „9-и септември“, с пръв председател Михаил Стоянов. През 1958 г. то е включено със землището си в основаното ОТКЗС „Девети септември“ – Самуил. Поради неблагоприятните природоклимитични условия, в част от населените места се отглеждат само зърнени и фуражни култури. На 12 септември 1970 г. преминава към АПК „Висил Танчев“. С решение на Министерския съвет от 9 май 1974 г., то преустановява дейността си, а землището на селото преминава към АПК „Шап Хираланов" ― Лозница. След оформянето на селищната система през 1979 г., е основано АПК „Васил Тинчев“ – Самуил, в състава на който е включено и с. Кривица. АПК преустановява дейността си към края на 1989 г., след което на 1 декември 1989 г.  в Самуил е учредено ТКЗС „Девети септември“. То включва и землището на с. Кривица. Ликвидирано е през 1992 г. Тогава в селото ос учредява ЗК „Зора“ с председател Зайде Салимова
Има учредена кредитна кооперация, вятърница, 3 воденици.

## Административна история
След Освобождението до 1955 г. с. Топал е в състава на Шуменска околия, в няколко общини – Трем, Капитан Петко, Венец и Ясенково, след което преминава към Самуилска община, Разградско. Имало е период, през който границите на околиите са минавали през махалите, като ги разделяли на западна част (до магазина) – Разградска околия и източна – към Шуменска околия.
В селото се заселват повече от 60 семейства българи от с. Хърсово, един от Демирджилер, както и от Шумен. В селото се оформят няколко махали – българска, турска, татарска и новата махала.